# Carlos Alberto Montaner
Carlos Alberto Montaner Suris (La Habana, 3 de abril de 1943 - Madrid, 30 de junio de 2023) fue un periodista, escritor y político cubano, que poseía, además, la nacionalidad española y la estadounidense.
Su trabajo ha sido distinguido por instituciones como la Comunidad de Madrid,y el Instituto Juan de Mariana. Fue, además, hasta 2011, vicepresidente de la Internacional Liberal.

## Biografía
Nació en La Habana el 3 de abril de 1943 y creció en la zona conocida como La Habana Vieja. Realizó sus estudios en el Instituto de Vedado de La Habana.
Hijo de una profesora y un periodista, a los 14 años conoció a la que sería su esposa cuando estalló una bomba mientras estaba en un club social de La Habana con sus padres. Él se acercó a ayudar a una chica de su edad que lloraba junto a sus hermanos menores. Dos años más tarde, Carlos Alberto y Linda se casaron.
Apoyó la Revolución Cubana que derrocó a Fulgencio Batista, hasta que empezó a ver fusilamientos con "juicios repudiables" y sentencias de cárcel "arbitrarias".
Las autoridades lo detuvieron en diciembre de 1960, a los 17 años, junto a otros tres adolescentes y fue condenado a 20 años de presidio a principios de 1961, por participar en organizaciones de resistencia contra el régimen. Por su parte, según el Gobierno cubano, Montaner pertenecía a una célula terrorista, que había colocado explosivos en lugares públicos en La Habana. A las pocas semanas pudo escapar de la cárcel para menores y se asiló en la embajada de Honduras. En septiembre, protegido por diplomáticos y provisto de un salvoconducto, se exilió.
Con anterioridad habían salido de Cuba su mujer, con su hija, sus hermanas pequeñas y su madre. Una vez en Estados Unidos, Montaner estudió literatura en la Universidad de Miami. Tras sacar un máster en esta carrera partió a Puerto Rico.
Allí enseñó en una universidad desde 1966 hasta 1970, año en que viajó a Madrid para realizar estudios doctorales en la Universidad Complutense. Durante la transición hacia la democracia, se vinculó a grupos liberales españoles.
Múltiples diarios de América Latina, España y Estados Unidos recogen su columna semanal. 
Ha sido profesor en diversas universidades de América Latina y Estados Unidos y ha publicado unos 25 libros, varios de los cuales han sido traducidos a diversos idiomas. Entre los más conocidos y reeditados están: Viaje al corazón de Cuba, Cómo y por qué desapareció el comunismo, Libertad: la clave de la prosperidad. Dos de sus más polémicos y divulgados ensayos son Manual del perfecto idiota latinoamericano y Fabricantes de miseria, ambos escritos con Plinio Apuleyo Mendoza y Álvaro Vargas Llosa.
Montaner es también novelista y publicó su primer libro de ficción al segundo año de su estadía en España, en 1972. La novela, titulada Perromundo. Quince años después de su publicación, se publica en 1987 Trama y que en ediciones posteriores pasaría a llamarse 1898: La trama. En 2011 Montaner publica su tercer libro de ficción, La mujer del coronel.  En 2012 aparece su cuarta novela, Otra vez adiós. En 2017 Colección Fugas realizó una reedición especial de su primer libro de ficción, Póker de Brujas y otros cuentos. Edición 50 años, que incluye una amplia entrevista a cargo de Luis Leonel León titulada 50 preguntas 50 años después (de la primera vez) donde Montaner recorre su vida y obra. En 2019 publicó sus memorias, Sin ir más lejos.
Aunque radicado en Madrid desde que llegara en 1970, desde hacía años tenía también oficina en Miami, y, a partir de 2010, después de comenzar a hacer comentarios para CNN en Español, pasaba más tiempo en esta ciudad que en Madrid. 

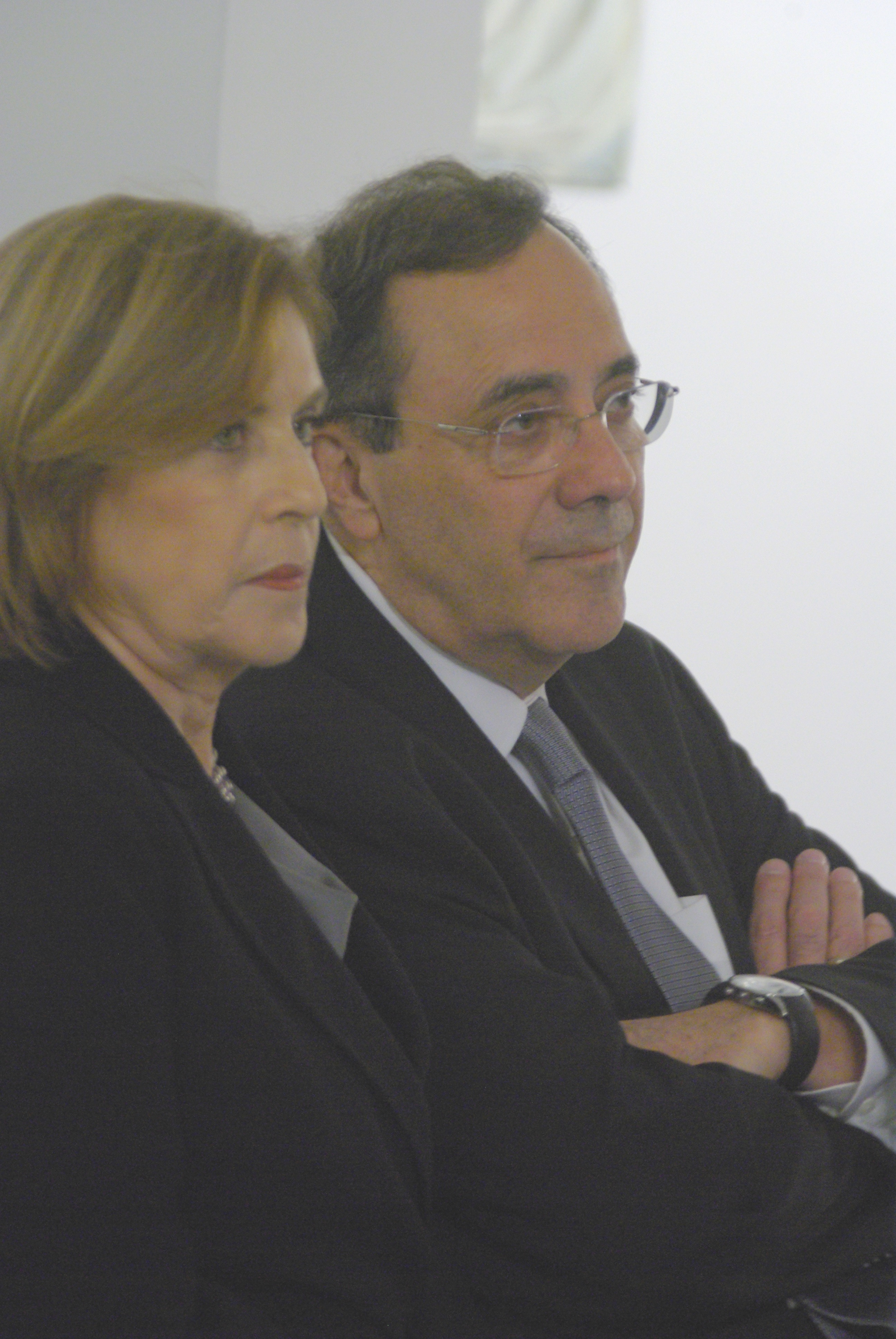
Montaner con su esposa, Linda. Miami, 2011

## Trayectoria política
Después de su breve presidio y de haber podido abandonar Cuba, Montaner continuó con sus actividades políticas de oposición al gobierno de Castro.[cita requerida] Además, fundó su propio partido en 1990.
En 1985, firma una petición a favor del armamento por los Estados Unidos de los Contras, grupos paramilitares de extrema derecha en Nicaragua.
Tras el derribo del Muro de Berlín en 1989 se previó una posible caída del régimen de Fidel Castro,[cita requerida] lo que le llevó a fundar la Unión Liberal Cubana. Ese mismo año convocó en Madrid a exiliados democristianos y socialdemócratas con los que constituyó la Plataforma Democrática Cubana. La Unión Liberal Cubana, de la que Montaner es presidente honorífico, se afilió a la Internacional Liberal y él fue elegido vicepresidente de esta organización, cargo que ocupó desde 1992 hasta 2012.
La española Fundación para el Análisis y los Estudios Sociales (FAES) lo eligió en 2008 "como el candidato de su preferencia para una futura campaña presidencial en la Cuba post-Castro". Al año siguiente, la Asociación Iberoamericana por la Libertad (entidad ligada al partido de Montaner) recibió 79 000 € del presupuesto destinado por la comunidad de Madrid, presidida por Esperanza Aguirre, a las ayudas a inmigrantes desfavorecidos; en 2010 obtuvo 70 000. Montaner ha negado esa vinculación.
Fue acusado en 2009 por el Gobierno cubano de colaborar con Otto Reich, exsubsecretario de Estado del gobierno de George Bush, en el golpe de Estado en Honduras, que terminó con el periodo del presidente Manuel Zelaya, ascendiendo Roberto Micheletti. Según la acusación, que aseguró haber tomado información de Radio Miami, un informe secreto enviado a una embajada de un país europeo muy aliado de Washington revela de manera detallada y convincente esas acciones. También afirmó que Montaner como Reich estuvieron en contacto permanente con los golpistas, mediante agentes intermediarios directos o vía telefónica.
El nivel de la denuncia alcanzó fue tal, que un grupo de políticos e intelectuales firmaron un manifiesto de apoyo al escritor. Entre las personalidades que firmaron el manifiesto se encontraban Esperanza Aguirre, José María Aznar, Armando Calderón Sol, Václav Havel, Luis Alberto Lacalle, Adam Michnik, Zoé Valdés y Mario Vargas Llosa, entre otros.
En general, Granma se refiere a Montaner como "agente de la CIA" y "prófugo de la justicia cubana"; el régimen castrista asegura que fue detenido en 1960 "por poner bombas en tiendas y cines" junto con Armando Valladares y que "fue miembro de la red terrorista de Orlando Bosch" Montaner ha negado esas acusaciones, como establece en el libro El otro paredón publicado por la editorial e-riginal.
En 2010 Montaner protagonizó una polémica epistolar con el cantautor Silvio Rodríguez después de que este publicara un poema titulado Preguntas de un trovador que sueña. Una de esas preguntas decía: "Si los miles de cubanos que perdimos familia en atentados de la CIA hiciéramos una carta de denuncia ¿la firmaría Carlos Alberto Montaner?", y este contestó afirmativamente, conminando al cantautor a firmar una carta en defensa de los presos y perseguidos políticos, dando así origen a un intercambio público de breves cartas.
Montaner murió en Madrid de muerte asistida el 30 de junio de 2023, tras serle diagnosticada una enfermedad neurodegenerativa. Montaner escribió un artículo para su publicación póstuma, en el que explica sus motivaciones para haber elegido la eutanasia y a la ciudad de Madrid como estancia en sus últimos días, además de hacer un alegato a favor de la libertad y los derechos individuales. El artículo fue publicado por CNN en Español cuatro días después de su muerte.

## Premios y distinciones
- Premio de Periodismo de Nueva York 1975[25]
- Premio del ABC de Sevilla 1981[25]
- Premio de la Fundación Independiente de Periodismo 1999[25]
- Orden Rubén Darío en Grado de Gran Oficial (2006, Nicaragua)[25]
- Doctor honoris causa en Ciencias Sociales por la Universidad Francisco Marroquín de Guatemala (2007)[26]
- Profesor honorario de la Universidad Peruana de Ciencias Aplicadas (2004)[27]
- Premio a la Tolerancia 2007 (Comunidad de Madrid)[3]
- Premio Juan de Mariana 2010 en defensa de la libertad[4]

## Obras

### Novelas
- Perromundo, Ediciones 29, Barcelona, 1972 (varias reediciones; p.ej.: Plaza & Janés, 1985)
- 1898: La trama, simplemente trama en la 1.ª edición de Plaza & Janés, 1987;[28] el nombre fue cambiado en 1998 a raíz del centenario de los acontecimientos que relata el libro (varias reediciones; p.ej.: Planeta, 2000)
- La mujer del Coronel, Alfaguara, 2011
- Sin ir mas lejos, Suma, 2012

### Ensayos
- Galdós, humorista y otros ensayos, Ediciones Partenón, Madrid España, 1969
- Instantáneas al borde del abismo, Editorial San Juan, Río Piedras, Puerto Rico, 1970
- Informe secreto sobre la revolución cubana, Ediciones Sedmay, Madrid, 1976
- Doscientos años de gringos, Ediciones Sedmay, Madrid, 1976
- El ojo del ciclón, Ediciones Universal, Miami, 1979
- De la literatura considerada como una forma de urticaria, Playor, Madrid, 1980
- Cuba: claves para una conciencia en crisis, Playor, Madrid, 1982
- Fidel Castro y la revolución cubana, Playor, Madrid, 1983 (posteriormente ha sido reeditada y puesta al día con el título de Víspera del final. Fidel Castro y la Revolución Cubana)
- La agonía de América. Indagaciones sobre el fracaso hispanoamericano , 9 discursos pronunciados entre 1970 y 1987; Plaza & Janés, 1989
- Castro en la era de Gorbachov, Instituto de Cuestiones Internacionales, Madrid, 1990
- Cómo y por qué desapareció el comunismo, Libro Libre, San José, Costa Rica, 1994
- Libertad, la clave de la prosperidad, Lerner Ltda., Fundación Friedrich Naumann, Bogotá, 1995
- Manual del perfecto idiota latinoamericano, junto con Plinio Apuleyo Mendoza y Álvaro Vargas Llosa, Plaza & Janés, 1996
- No perdamos también el siglo XXI, Plaza & Janés, 1997
- Fabricantes de miseria, junto con Apuleyo Mendoza y Álvaro Vargas Llosa, Plaza & Janés, 1999
- Viaje al corazón de Cuba, Plaza & Janés, 1999
- Las raíces torcidas de América Latina, Plaza & Janés, 2001
- Los latinoamericanos y la cultura occidental, Grupo Editorial Norma, 2003
- La libertad y sus enemigos, Editorial Sudamericana, 2005
- Los cubanos. Historia de Cuba en una lección, bilingüe; Brickell Communications Group Inc, 2006
- El regreso del idiota, junto con Apuleyo Mendoza y Álvaro Vargas Llosa, Plaza & Janés, 2007
- La última batalla de la guerra fría, FAES, Editorial Gota a Gota, Madrid, 2009 (prácticamente es una reedición de Cómo y por qué desapareció el comunismo)
- El presidente. Manual para electores y elegidos, Debate, 2017